# Buddingtonita

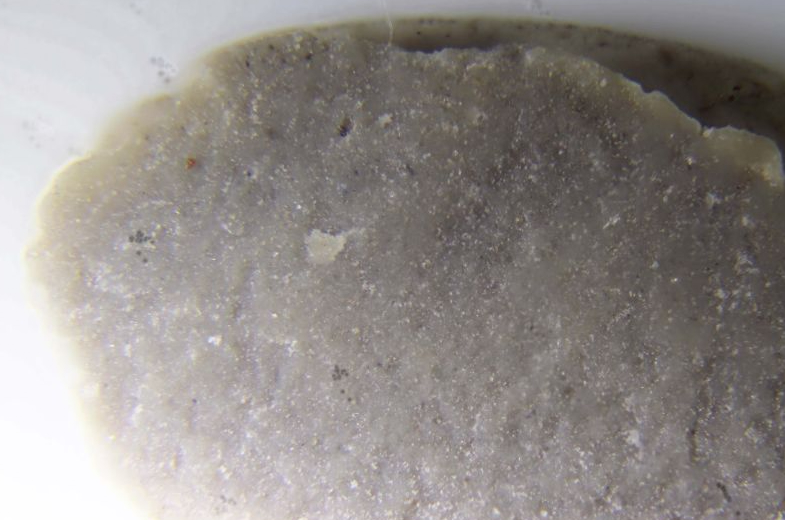
Seção laminar de buddingtonita.

Buddingtonita é um feldspato de amónio com fórmula química NH4AlSi3O8 (nota: algumas fontes adicionam 0.5H2O a esta fórmula). 
Forma-se em áreas hidrotermais por alteração de feldspatos primários. É um indicador de de possíveis depósitos de ouro e prata, pois estes podem ser concentrados por processos hidrotermais. Cristaliza no sistema monoclínico e é incolor a branca com brilho vítreo. Apresenta dureza 5.5 e peso específico 2.32.
Foi descoberta em 1964 na mina de Sulfur Bank perto de Clear Lake no Condado de Lake, Califórnia. Ocorre também em Nevada e zonas hidrotermais da Nova Zelândia e Japão.
O seu nome é uma homenagem a Arthur Francis Buddington (1890-1980), um petrologista da Universidade de Princeton.